# جوني كاتلر
جوني كاتلر (بالإنجليزية: Johnny Cutler)‏ هو لاعب كرة قدم أمريكية أمريكي، ولد في 12 مايو 1887 في بانجور في الولايات المتحدة، وتوفي في 18 مارس 1950.